# 고영희 (조선귀족)
고영희(高永喜, 1849년 12월 16일(음력 11월 2일) ~ 1916년 1월 24일)는 대한제국의 정치인, 관료로 일제강점기의 조선귀족이다. 정미칠적과 경술국적에 포함되었다. 자는 자중(子中), 본관은 제주(濟州), 본적은 경성 북부(北部) 옥동(玉洞) 15통 9호(1914년 당시 주소)이며 고진풍(高鎭豊)의 아들이다.

## 생애

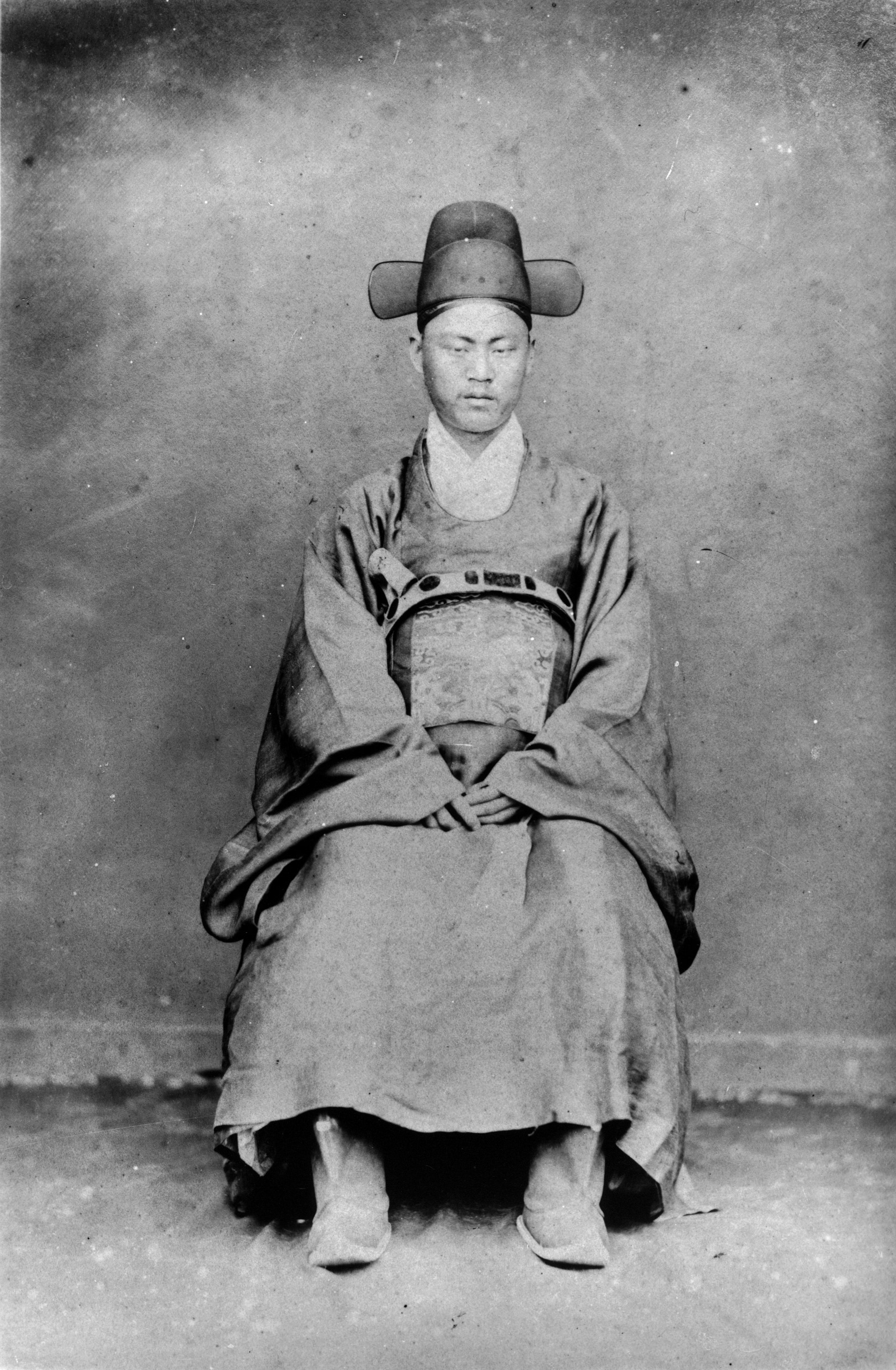
수신사 수행원 당시의 고영희

1866년 부사용(副司勇)이 되었다. 1876년 강화도 조약 체결 후 김기수가 수신사 대표로 일본에 갔을 때 그를 수행하였다. 그는 이런 기회를 통해 강화도 조약 체결 후 바로 일본의 문물을 접하면서 일찌감치 친일 개화파에 속하게 되었다. 귀국 후 일본의 발전 모습을 알리고, 원산항이 개항되어 통상항이 되자 사무관처리(事務官處理)가 되어 크게 공을 세웠다. 1881년 신사유람단으로 일본에 갔을 때 또 다시 김기수를 수행하였다. 1882년 일본공사 하나부사(花房義質)의 차비역관(差備譯官)이 되었고, 그 뒤 중용되어 인천조계획정(仁川租界劃定)의 사무를 맡았다. 이어서 참의교섭통상사무(參議交涉通商事務)·참의내무부사(參議內務府事)를 역임하였다.
1884년 갑신정변이 실패하면서 일시 몰락하여 간성·삭녕·고양 등의 군수직을 지낸 뒤 사직하고 일시 한거하다가 다시 복귀하여 1885년 이후 기기국방판(機器局幇辦)을 지냈다. 1894년 갑오경장에 참여하여 내부 참의, 학무아문 참의, 농상아문 협판을 지냈다.
1895년 주일 특명전권공사를 거쳐 1896년 농상공부 협판, 외부 협판이 되었으며, 독립협회의 발기인으로 참가하였다. 1899년 9월 12일 - 9월 17일, 한성판윤을 역임하였다. 1903년 주일 특명전권공사, 탁지부 협판, 대한제국 중추원 찬의 등을 거쳐 1904년 황해도관찰사, 1905년 제실회계심사국장(帝室會計審查局長)·경리원경(經理院卿)을 거쳤다.
1907년 이완용 내각에 탁지부대신으로 중용되어, 통감 이토 히로부미가 헤이그 특사 사건을 구실로 고종의 양위를 강요할 때 적극적인 반대활동을 하기도 하였다. 그 뒤 법부대신, 1909년 내부대신 임시서리·탁지부대신이 되었다. 한일신협약과 한일병합조약 체결에 협조하여 정미칠적, 경술국적에 포함되었다.
훈장으로는 이화대수장(李花大綬章) 및 1910년 10월 16일 일본 정부로부터 훈1등 자작위를 받고, 10만 엔을 받았다. 또한, 조선총독부 중추원의 고문에 임명되었다.

## 사후
2002년 발표된 친일파 708인 명단과 2008년 민족문제연구소에서 친일인명사전에 수록하기 위해 정리한 친일인명사전 수록예정자 명단에 그의 작위를 습작한 아들 고희경과 함께 선정되었다. 고희경은 후에 백작으로 승급했다. 2006년 친일반민족행위진상규명위원회가 발표한 일제강점기 초기 친일반민족행위 106인 명단에도 포함되었다.

## 가족 관계
- 증조부 : 고경직(高景稷) - 혜민서교수(惠民署敎授)
- 조부 : 고재승(高在昇) - 인의(引儀)
- 생조부 : 고재창(高在昌) - 혜민서직장(惠民署直長)
- 외조부 : 이일준(李一遵) - 1809년 역과(譯科)
- 아버지 : 고진풍(高鎭豊) - 사역원교회(司譯院敎誨)
  - 본인 : 고영희(高永喜)
  - 부인 : 1852년 역과(譯科) 합격한 이호기(李浩基)의 딸 태안이씨(泰安李氏)
    - 장남 : 고희경(高羲敬, 1873~1934) - 1891년 진사, 1916년 자작을 습작했다 1920년 백작으로 승급, 1926년에는 조선총독부 중추원 고문
      - 손자 : 고흥겸(高興謙, 1893~1939) - 1934년 백작을 습작
        - 증손자 : 고중덕(高重德, 1923~) - 1939년 백작을 습작

    - 차남 : 고희성(高羲誠) - 1893년 진사
- 형 : 고영주(高永周) - 1859년 역과(譯科)
- 동생 : 고영선(高永善) - 1870년 역과(譯科)
- 동생 : 고영철(高永喆) - 1876년 역과(譯科)
  - 조카 : 고희동((高羲東, 1886~1965) - 한국인 최초 서양화가

## 같이 보기
- 고희경

## 참고 자료
- 친일반민족행위진상규명위원회 (2006년 12월). 〈고영희〉 (PDF). 《2006년도 조사보고서 II - 친일반민족행위결정이유서》. 서울. 10~26쪽. 발간등록번호 11-1560010-0000002-10. 2007년 9월 26일에 원본 문서 (PDF)에서 보존된 문서. 2007년 6월 18일에 확인함.
- 고영희(高永喜) - 한국학중앙연구원
- 국사편찬위원회, 편집. (1971년). 《대한제국관원이력서(大韓帝國官員履歷書)》. 도서출판 탐구당.
- 조선귀족열전(朝鮮貴族列傳, 大村友之丞編, 1910)